# Richard von Schaesberg-Tannheim
Richard Ferdinand Maximilian Ignatius Joseph Valentin Hubertus Maria Graf von Schaesberg-Tannheim, auch Thannheim, (* 7. Januar 1884 in Tannheim, Oberamt Leutkirch, Königreich Württemberg; † 20. September 1953 in Riesenbeck, Kreis Tecklenburg) war ein deutscher Vielseitigkeitsreiter, der 1912 mit der Mannschaft die olympische Silbermedaille gewann.
Der Königlich Preußische Rittmeister Richard von Schaesberg-Tannheim belegte auf „Grundsee“ bei den Olympischen Spielen 1912 gemeinsam mit dem Schweden Ernst Casparsson den fünften Platz in der Einzelwertung. Zusammen mit Eduard von Lütcken, Carl von Moers und Harry von Rochow ritt er in der Mannschaftswertung auf den zweiten Platz hinter der schwedischen Equipe.